# ناتالیا کوچینسکایا
ناتالیا کوچینسکایا (به انگلیسی: Natalia Kuchinskaya) ژیمناست زادهٔ ۸ مارس ۱۹۴۹ میلادی اهل کشور شوروی است.